# مويسيس باراك
مويسيس باراك (بالإسبانية: Moisés Barack)‏ هو لاعب كرة قدم ومدرب كرة قدم بيروفي في مركز الدفاع، ولد في 26 ديسمبر 1943 في إيكا في بيرو. لعب مع نادي يونيفرسيتاريو.

## وصلات خارجية
- مويسيس باراك على موقع قاعدة بيانات كرة القدم.إي يو (الإنجليزية)
- مويسيس باراك على موقع عالم كرة القدم.نت (الإنجليزية)